# Серабі
Серабі  (також сурабі, срабі), відомий в Таїланді як ханом хрок, - це індонезійський млинець, який готують із рисового борошна з кокосовим молоком або подрібненим кокосовоим горіхом як емульгатор . Більшість традиційних серабі смакують солодко, оскільки млинець зазвичай їдять з кінкою або густим кокосовим цукровим сиропом золотисто-коричневого кольору. Однак існувала ще одна пікантна версія, яка використовує онком доливки . У різних провінціях різних азійських країн є свої рецепти серабі, що відповідають місцевим смакам.  
Серабі - традиційний торт, який походить з Яви, Індонезія. 

## Варіанти

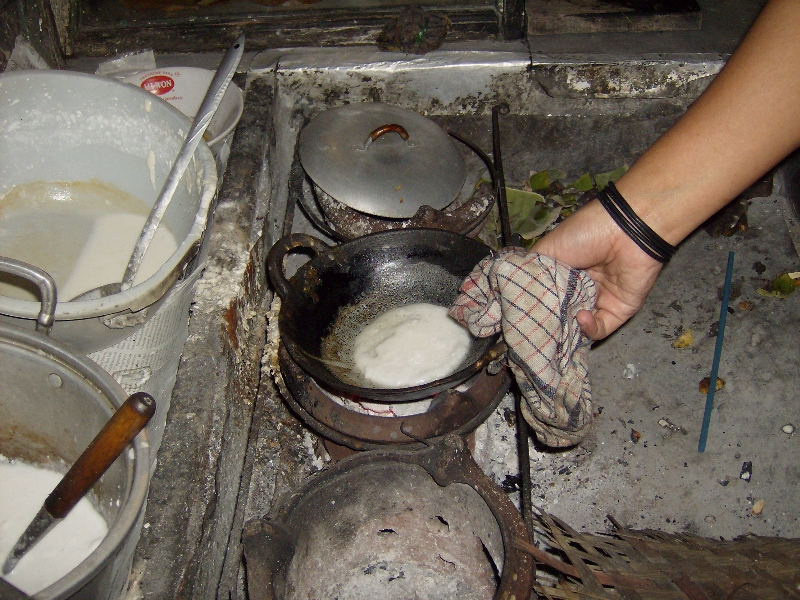
Приготування серабі в соло

У найпростішому традиційному серабі використовується кляр, виготовлений із суміші рисового борошна, кокосового молока та кокосового цукру, приготовленого на невеликій глиняній сковороді на деревному вугіллі. Іноді до цієї суміші можна додати сік листя пандана  для додання аромату та зеленуватого кольору. В процесі приготування іноді в тісто додають начинку.
Сьогодні, в більшості варіантах серабі використовується начинки , від простого обприскування цукруом, тертої кокосової плоті, крупнозернистого меленого арахісу, шматочків банана або джекфрута, шоколадних бризків, чорного клейкого риса і онкома, до нового рецепта з використанням тертого сира Чеддер , солонини з яловичини, подрібненого курча, скибочки свіжої полуниці або ковбаси або навіть полуничного морозива . Соус (а точніше сироп ), що супроводжує серабі, також варіюється - від традиційної солодкої кінки (кокосового цукрового сиропу золотистого кольору), іноді смаженої з кокосовим молоком, до сучасних рецептів із використанням шоколадного, полуничного або дуріанського сиропу та майонезу або вершкового сиру.
міста Бандунг, і Соло славляться своїми версіями серабі. сурабі з Бандунг є більш сухими і твердими, і сьогодні добре відомі багатим варіантом начинок, більшість із них - нещодавно розроблені рецепти злиття. Однак серабі з Соло є більш традиційними, з трохи напівготовою тонкою, хрусткою скоринкою та водянистим центром з насиченим смаком кокосового молока. Відомий варіант серабі з Соло називається serabi notosuman.